# Pierre Loubat
Pierre Loubat est un homme politique français, membre du groupe "Gauche Démocratique" né le 14 mars 1870 à Gaillac (Tarn) et mort le 2 octobre 1950 à Gaillac. 

## Biographie
Médecin, conseiller général du Canton de Gaillac, il est sénateur du Tarn de 1927 à 1944. 
Pendant la guerre, il ne cesse de contester la politique du gouvernement de Vichy et se retire chez lui, à l'Hôtel Particulier Delga de Gaillac. Il y installe son cabinet médical et, comme médecin, il fait exempter de nombreux jeunes gens de son canton appelés à travailler en Allemagne dans le cadre du STO et donne des soins à des blessés du maquis dans une clinique.
Le Préfet du Tarn demande au ministre de l'Intérieur, le 16 février 1945, son maintien dans son mandat de conseiller général du Tarn.
Il est élevé au rang de Chevalier de la Légion d'Honneur le 19 juillet 1918 puis au rang d'Officier de la Légion d'Honneur le 30 juin 1939 en tant que médecin capitaine.
Il est l'auteur du livre De la cystostomie sus-pubienne sans suture vésico-cutanée en 1897.
Sa sépulture est située au cimetière Saint-Jean de Gaillac. 